# Isabella von Portugal (1428–1496)

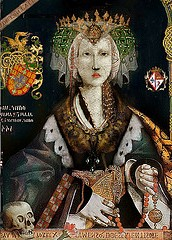
Isabella von Portugal

Isabella von Portugal (portug. und spanisch Isabel; * zwischen 1428 und 1431; † 15. August 1496 in Arévalo), auch bekannt unter dem Namen Isabella von Avis, war durch Heirat mit Johann II. von Kastilien von 1447 bis 1454 Königin von Kastilien und León.

## Familie
Durch ihren Vater Johann von Portugal, den jüngsten überlebenden Sohn König Johanns I. von Portugal, war Isabella eine Enkelin des portugiesischen Königs. Ihre Mutter war Isabella von Braganza, die Tochter Alfons von Braganzas, eines Halbbruders Johanns.
Im August 1447 heiratete sie den kastilischen König Johann II. und wurde dessen zweite Ehefrau. Aus der Verbindung gingen zwei Kinder hervor:
- Isabella die Katholische (* 22. April 1451; † 26. November 1504), Königin von Kastilien, León und Aragon
- Alfons (* November 1453; † 5. Juli 1468), Fürst von Asturien

## Leben
Über die ersten Lebensjahre Isabellas von Portugal ist nichts bekannt. Erst ab ihrer Heirat im Jahr 1447 mit dem wesentlich älteren Johann II. in Madrigal de las Altas Torres beginnt die geschichtliche Überlieferung. Obgleich die erste Ehe des kastilischen Königs mit Heinrich IV. einen männlichen Erben hervorgebracht hatte, war dessen Ehe mit Blanka von Aragón bis dato kinderlos geblieben, sodass Johann II. zur Sicherung der Erbfolge eine zweite Ehe anstrebte. Die Verbindung mit Isabella, zu der eine päpstliche Dispens nötig war, kam auf Betreiben von Johanns Günstling Álvaro de Luna zustande, der danach versuchte, Kontakte des verliebten Königs zu seiner jungen Frau stark einzuschränken. Er hatte jedoch nicht mit dem Eigensinn Isabellas gerechnet. Eifersüchtig und besitzergreifend wie sie war, kam es zu einem Machtkampf zwischen ihr und de Luna um die Gunst des Königs.
Nach der Geburt ihres ersten Kindes fiel Isabella in eine tiefe Depression. Sie schloss sich ein und sprach nur noch mit ihrem Ehemann. Schließlich überzeugte sie ihn davon, Álvaro de Luna loszuwerden, und die beiden beauftragten Alfonso Pérez de Vivero mit der Ausführung ihrer Pläne. Doch als de Luna von den Plänen erfuhr, ermordete er seinerseits Pérez und gab damit dem König einen Grund, ihn hinzurichten. Isabella konnte ihren Triumph aber nicht lange genießen, denn nur neun Monate nach der Geburt ihres zweiten Kindes Alfonso starb ihr Mann im Juli 1454.

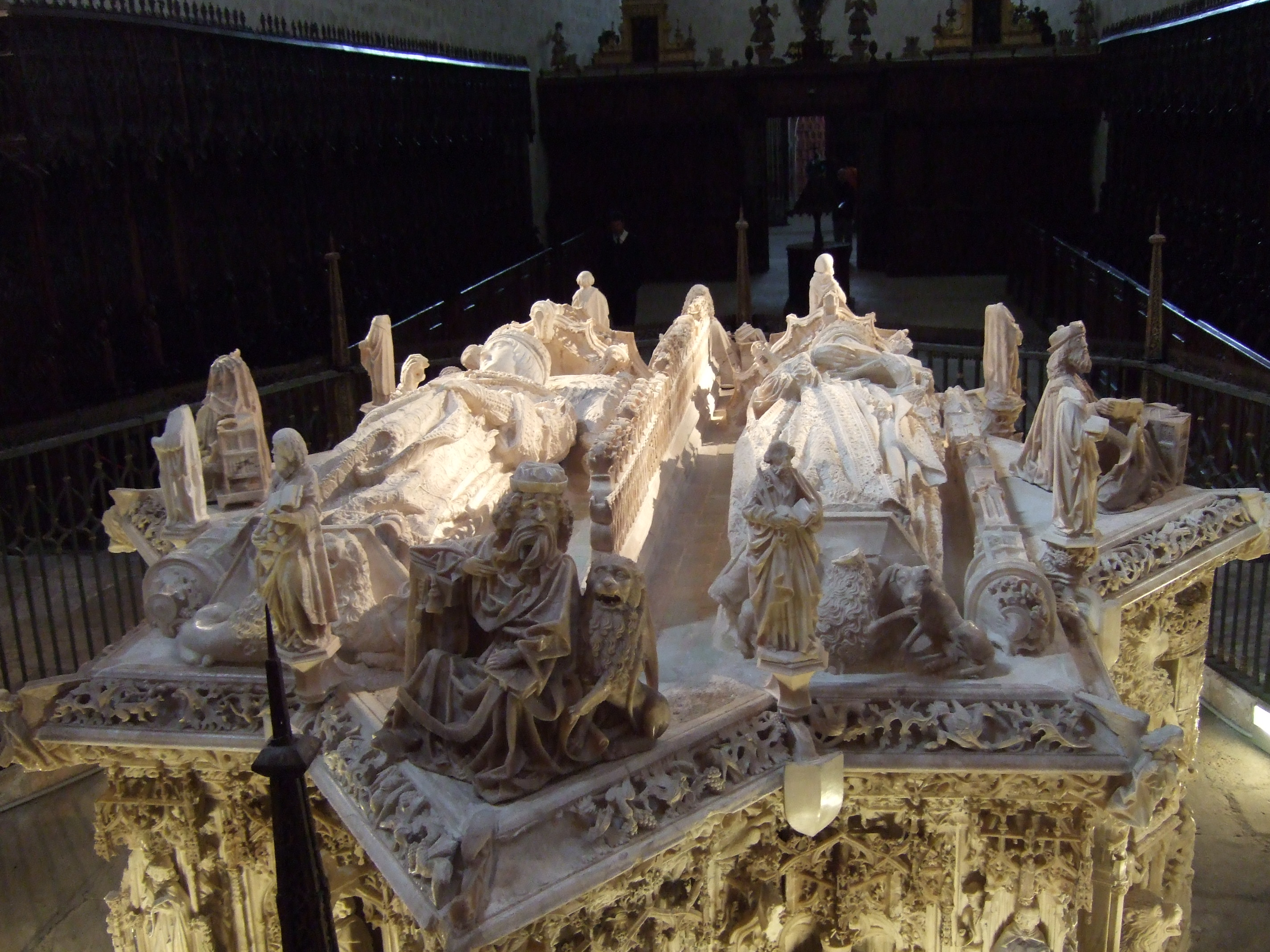
Grabmal Isabellas und ihres Mannes

Heinrich IV., Isabellas Stiefsohn aus der ersten Ehe Johanns II., folgte seinem Vater auf den Thron und schickte die junge Witwe mit ihren beiden Kindern auf die Burg in Arévalo. Die an Luxus und Annehmlichkeiten gewöhnte Isabella musste sich fortan mit einem wesentlich einfacheren Lebensstil in Abgeschiedenheit begnügen. Ihr psychischer Zustand verschlechterte sich über die Jahre immer mehr. Ihre beiden Kinder blieben bis ungefähr 1461 bei ihrer Mutter, während diese immer verrückter wurde. Schließlich erkannte die einstige Königin niemanden mehr und wusste auch nicht, wer sie selbst war. Ihre Tochter bestieg 1474 als Isabella I. den kastilischen Thron und kümmerte sich fortan um die Pflege der Mutter. Am 15. August 1496 starb die völlig verwirrte Isabella von Portugal in Arévalo. Ihre sterblichen Überreste wurden 1505 in das Kartäuserkloster Miraflores in Burgos überführt, wo sie ihre letzte Ruhestätte neben Isabellas Ehemann und ihrem Sohn fanden.